# دبلیودبلیوئی ان‌اکس‌تی
دبلیودبلیوئی ان‌اکس‌تی (به انگلیسی: WWE NXT)، یک برنامه تلویزیونی کشتی حرفه‌ای است که توسط پروموشن آمریکایی دبلیودبلیوئی تولید می‌شود. این شو سه‌شنبه شب‌ها ساعت ۸ شب به وقت شرق آمریکا از شبکه سی‌دابلیو در ایالات متحده و از طریق نتفلیکس برای بیش‌تر بازارهای بین‌المللی پخش می‌شود.
ان‌اکس‌تی در ابتدا در سال ۲۰۱۰ از شبکه سای‌فای به عنوان یک برنامه فصلی آغاز به کار کرد که ترکیبی از شوهای زنده دبلیودبلیوئی و ریالیتی‌شوها بود. در این برنامه، استعدادهایی از برند آموزشی وقت دبلیودبلیوئی، اف‌سی‌دبلیو، با کمک مربیانی از برندهای راو و اسمک‌داون، در رقابتی برای تبدیل شدن به «ستاره نوظهور» بعدی دبلیودبلیوئی شرکت می‌کردند. پنج فصل از این برنامه پخش شد که در آن وید برت، کاوال، کیتلین و فاندانگو به عنوان برندگان انتخاب شدند. در ژوئن ۲۰۱۲، دبلیودبلیوئی به قالب مسابقات فصلی پایان داد و تصمیم گرفت این برنامه به عنوان برند آموزشی، جایگزین اف‌سی‌دبلیو شود. از آن زمان، ان‌اکس‌تی با استقبال مثبت و بینندگان بالایی روبه‌رو شده است و به دلیل کیفیت بالای مسابقات و داستان‌های جذاب، به ویژه از سال ۲۰۱۴ تا ۲۰۱۸، مورد ستایش و تمجید قرار گرفته است.
پخش اولیه این برنامه در ۲۳ فوریه ۲۰۱۰ از سای‌فای پخش و جایگزین دبلیودبلیوئی ای‌سی‌دبلیو شد؛ اما در ماه اکتبر این شو با اسمک‌داون جایگزین شد. سپس تا ژوئن ۲۰۱۲ به صورت یک وبکست ساعتی در سایت دبلیودبلیوئی در ایالات متحده پخش می‌شد تا اینکه در سال ۲۰۱۴ از طریق شبکه دبلیودبلیوئی به بازارهای بین‌المللی گسترش یافت. در سال ۲۰۱۹، ان‌اکس‌تی به یک برنامه زنده دو ساعته در یواس‌ای نتورک گسترش یافت و چهارشنبه شب‌ها، همزمان با برنامه شاخص پروموشن رقیب ای‌ئی‌دبلیو، داینامایت از شبکه تی‌ان‌تی، پخش میشد تا اینکه در آوریل ۲۰۲۱، ان‌اکس‌تی به سه‌شنبه شب‌ها منتقل شد. در سپتامبر ۲۰۲۱، ان‌اکس‌تی ری‌برند شده و به NXT 2.0 تغییر نام داد و یک برنامه تکمیلی نیز با عنوان ان‌اکس‌تی لول آپ (به انگلیسی: WWE NXT Level Up) از فوریه ۲۰۲۲ تا دسامبر ۲۰۲۴ پخش و جایگزین شو ۲۰۵ شد. در سپتامبر ۲۰۲۲، عبارت «2.0» از عنوان حذف شد و در ۱ اکتبر ۲۰۲۴، ان‌اکس‌تی به سی‌دابلیو منتقل شد.

## تاریخچه
این برنامه تلویزیونی حرفه‌ای رسلینگ، در سال ۲۰۱۰ توسط شرکت کشتی کیف دبلیودبلیوئی راه‌اندازی شد. هدف اصلی دبلیودبلیوئی ان‌اکس‌تی ارتقاء و آموزش رسام‌های جدید بود که در آینده به دبلیودبلیوئی صعود کنند. در ابتدا، ان‌اکس‌تی یک برنامه تحت آزمایش بود و به صورت اینترنتی و بر روی سایت دبلیودبلیوئی قابل دسترسی بود.
اما با گذر زمان، ان‌اکس‌تی یک قسمت روزانه مستقل از برنامه اصلی دبلیودبلیوئی شد. به عنوان برنامه جایگزینی برند دبلیودبلیوئی دی تی وی آن استفاده شد. ان‌اکس‌تی به تدریج برندهای تلویزیونی و پربیننده‌ترین قسمت های شبکه WWE شد. به علاوه، به عنوان یکی از برجسته ترین و محبوب ترین برندهای WWE مطرح شد.
در سال ۲۰۱۹، NXT تغییرات بزرگی در مدل عرضه تغییر داد و به عنوان یک برنامه تلویزیونی تکامل یافته روی آنتن شبکه USA Network رفت. با پخش در شبکه USA، NXT به یک تندرستی جدید دست یافت و برای بیشتر جمعیت ورزش رسلینگ قابل دیدن شد. قرنطینه ناشی از COVID-19 باعث شد که NXT پخش خود را به طور موقت به Performance Center تغییر دهد و بدون حضور مسابقه در مقابل جمعیت پخش شود.
NXT این امکان را فراهم می کند که رسلران جدید و واعظ را ببینید و ببینید که چگونه آنها تلاش می کنند تا به برنده شدن در WWE برسند. همچنین، شما می توانید با تماشای NXT تجربه‌ای هیجان انگیز را از اکشن، روایات دراماتیک و خلاقانه و شخصیت های توانمند که در NXT حضور دارند، بدست آورید.

## داستان تشکیل
در سال ۲۰۱۰ با انحلال ای‌سی‌دابلیو، ان‌اکس‌تی با هدف کمک به دبلیودبلیوئی ایجاد شد. این برند در سال ۲۰۱۲ اولین کمربند خود (NXT Championship) را ایجاد کرد و در سال ۲۰۱۳ دو کمربند دیگر (NXT Tag Team Championship and NXT Women's Championship) به این برند اضافه شد.

### فصل‌ها
ان‌اکس‌تی ابتدا به صورت فصل‌بندی برگزار شد که شامل چهار فصل بود که یکی از فصل‌ها کاملاً مخصوص دیواس بود. در فصل اول وید برت با شکست دادن دیوید اوتانگا به بالاترین سطح آمد، در فصل دو کاول با شکست کورتیس اکسل بالا آمد، در فصل سوم کاتالین بالا آمد و در فصل چهارم فاندانگو.
از سال ۲۰۱۲ به بعد این شو مانند سایر شوهای دبلیودبلیوئی مثل راو و اسمک‌داون و بدون فصل‌بندی اجرا می‌شود.

## عناوین قهرمانی
ان‌اکس‌تی نیز همانند سایر شوهای WWE کمربندهای قهرمانی دارد.
کمربند اصلی این شو، قهرمانی ان‌اکس‌تی است که از سال ۲۰۱۲ تاکنون وجود دارد و حتی از سال ۲۰۱۹ تا ۲۰۲۱ به عنوان یکی از عناوین جهانی دبلیودبلیوئی در کنار قهرمانی دبلیودبلیوئی و قهرمانی یونیورسال به‌شمار می‌رفت.
کمربند دوم ان‌اکس‌تی، قهرمانی آمریکای شمالی است که سال ۲۰۱۸ ایجاد شد.
کمربند قهرمانی زنان ان‌اکس‌تی، مهم‌ترین عنوان قهرمانی زنان در این شو است که سال ۲۰۱۳ ایجاد شد و همانند کمربند مردان، از سال ۲۰۱۹ تا ۲۰۲۱ یکی از عناوین جهانی WWE برای زنان در کنار قهرمانی زنان دبلیودبلیوئی و قهرمانی جهانی زنان به‌شمار می‌رفت.
کمربند دوم ان‌اکس‌تی برای بخش زنان، کمربند قهرمانی زنان آمریکای شمالی است که در سال ۲۰۲۴ ایجاد شد.
کمربند تگ تیم ان‌اکس‌تی هم دومین کمربند قدیمی این شو است که در سال ۲۰۱۳ ایجاد شد.
ان‌اکس‌تی، کمربند تگ تیم برای زنان هم داشت که سال ۲۰۲۱ ایجاد و در سال ۲۰۲۳ با کمربند تگ تیم زنان دبلیودبلیوئی ادغام شد.
یکی دیگر از کمربندهای ان‌اکس‌تی که اکنون وجود ندارد، کمربند قهرمانی سبک‌وزن بود که از سال ۲۰۱۹ وجود داشت و در سال ۲۰۲۲ با کمربند آمریکای شمالی ادغام شد.

## مدیر کل‌ها
- ۱- داستی رودز از ژوئن ۲۰۱۲ تا ۲۰۱۳
- ۲- جی بی ال از سپتامبر ۲۰۱۳ تا ۲۰۱۴
- ۳- ویلیام ریگال از ژوئیه ۲۰۱۴ تا ۲۰۱۸
- ۴- تریپل اچ از ۲۰۱۸ تا ۲۰۲۲
- ۵- شاون مایکلز از ۲۰۲۲ تاکنون